# Litterae
Als Litterae (lateinisch für „Brief“; Plural zu lateinisch littera „Buchstabe“) bezeichnet man einfachere Urkundenformen. Im Mittelalter wurde der Begriff auch für reine Mitteilungsschreiben (Briefe) verwendet.

## Papsturkunden

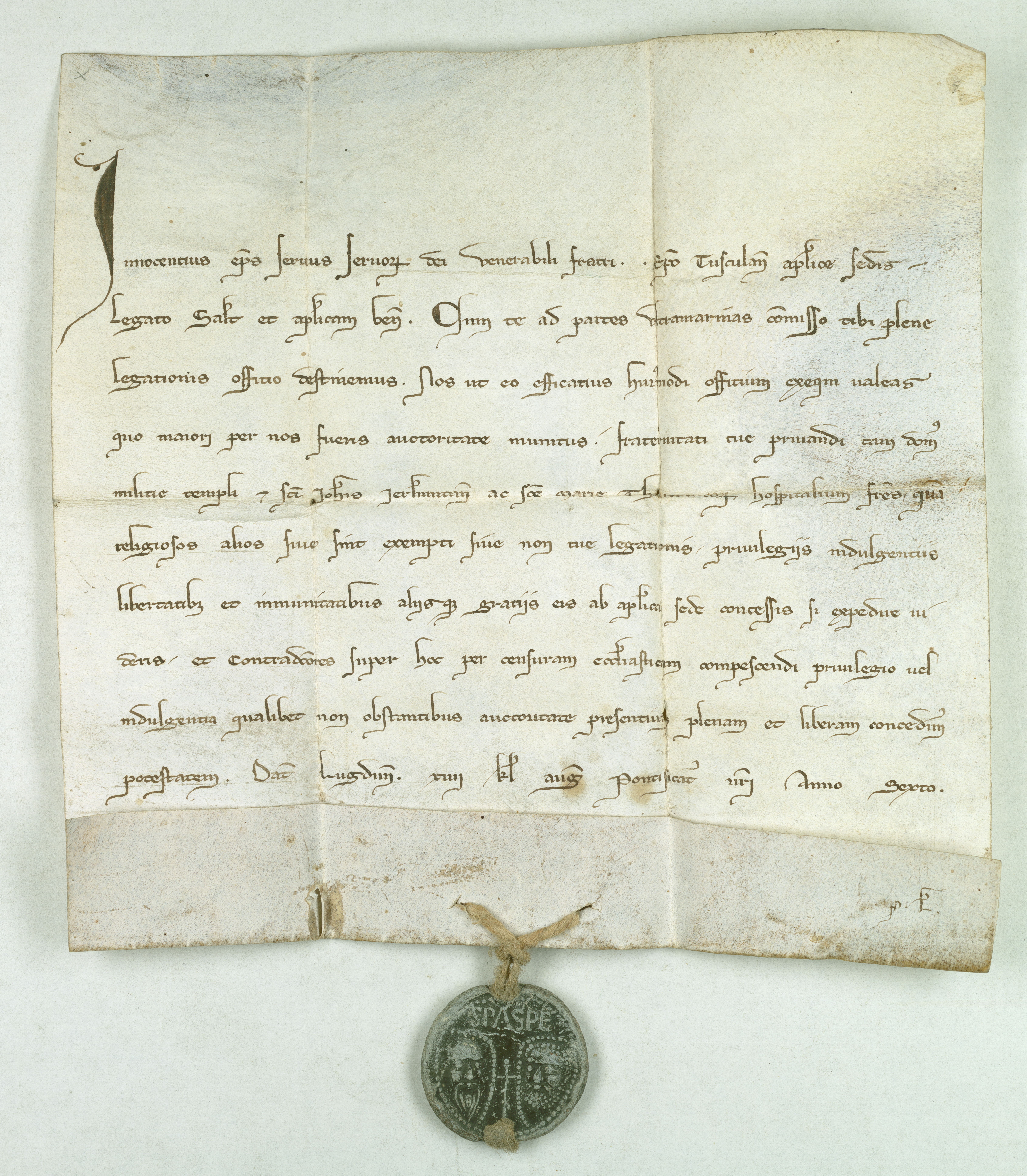
Legatenvollmacht Innozenz IV. für Kardinalbischof Odo von Tusculum, 19. Juli 1248. Littera cum filo canapis

Litterae (auch litterae apostolicae) stellen im Mittelalter eine Sammelbezeichnung für alle päpstlichen Urkunden dar. Sie zählen neben den Privilegien zu den wichtigsten und häufigsten Papsturkunden dieser Epoche und setzen die einfache Briefform fort. Die moderne wissenschaftliche Terminologie umfasst jedoch lediglich den Typus der litterae cum filo canapis sowie den der litterae cum serico.

### Formalia
Die Litterae sind in ihrer äußeren Form schlicht. Der gesamte Text wurde in einem einzigen Schriftblock geschrieben. Einziges Beglaubigungsmittel war ein Bleisiegel.
Die Briefe wurden auf Pergament geschrieben; im Gegensatz zu den Privilegien sind die Pergamentstücke aber in der Regel von kleinerem Format. Die Beschriftung erfolgte im Querformat.
Das Protokoll umfasst die Intitulatio in Form N. episcopus servus servorum dei. Es folgt die Adresse im Dativ, diese führt bis zu drei Einzelpersonen auf, eine Gruppe von Personen oder alle Christgläubigen und die Grußformel, die entweder den Wortlaut salutem et apostolicam benedictionem oder, wenn der Adressat exkommuniziert bzw. nicht christlich ist, eine Mahnung zur Bekehrung enthalten. Nach dem Kontext folgt das Eschatokoll. Dieses besteht nur aus einer kleinen Datierung, die aus einem einleitenden Dat besteht, gefolgt von Ort, Tagesdatum nach dem römischen Kalender und dem Pontifikatsjahr. In Rom wird zumeist die benachbarte Kirche angegeben, bei Lateran fehlt allerdings die Angabe Rome. Seit Eugen IV. (1431) wird auch das Inkarnationsjahr in Buchstaben und einem Wort angegeben, wobei der Jahresanfang der 25. März ist. Das Tagesdatum wird seit 1431 ebenfalls ausgeschrieben und nicht mehr in Zahlzeichen angegeben.
Als Siegel wird eine Bleibulle, die wegen des Fehlens einer Corroboratio im Formular der Litterae nicht angekündigt worden ist, mit Hilfe von Seidenfäden oder einer Hanfschnur angehängt.

### Äußerliche Unterscheidung
Hierbei ergeben sich die unterschiedlichen Typen von Litterae, die einem unterschiedlichen rechtlichen Inhalt sowie einer unterschiedlichen graphischen Ausgestaltung der Urkunde entsprechen. Wird ein Büschel rotgelbe Seidenfäden angehängt handelte es sich um litterae cum serico. Wird ein Hanffaden angehängt, spricht man von litterae cum filo canapis.
Die litterae cum serico sind graphisch aufwendiger gestaltet als die litterae cum filo canapis.
In folgender Tabelle sind die einzelnen Unterschiede dargestellt.
| Merkmal                             | litterae cum serico                                             | litterae cum filo canapis                         |
| ----------------------------------- | --------------------------------------------------------------- | ------------------------------------------------- |
| Initiale                            | gespalten oder mit Blumenmuster verziert                        | geschwärzt                                        |
| folgende Buchstaben des Papstnamens | durch Elongata oder geschwärzte gotische Majuskel hervorgehoben | normale Minuskelschrift                           |
| s- von servus und servorum          | doppelt so hoch gezogen, wie ein normales s in der 1. Zeile     | keine Besonderheit                                |
| erster Buchstabe der Adresse        | geschwärzte gotische Majuskel                                   | Buchstabe vergrößert, jedoch dünnstrichig         |
| Anfangsbuchstabe des Kontextes      | geschwärzte gotische Majuskel                                   | geschwärzte gotische Majuskel                     |
| Abkürzung von st und ct             | verzierter Verbindungsstrich und zerdehnte Ligatur              | einfach grader Verbindungsstrich und enge Ligatur |

### Inhaltliche Unterscheidung

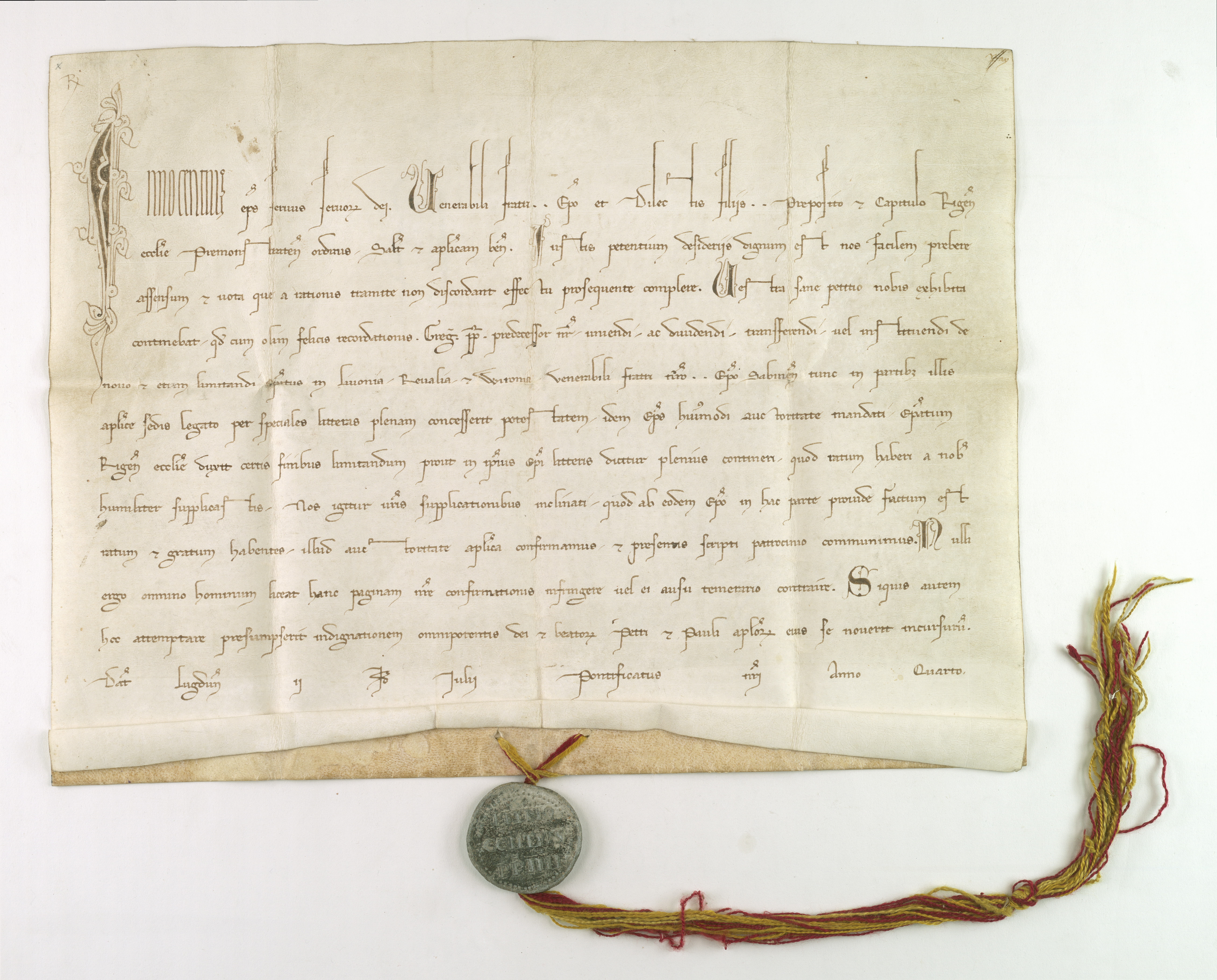
Innozenz IV. bestätigt Bischof und Kapitel von Riga die vom päpstlichen Legaten Wilhelm von Modena festgelegten Grenzen, Lyon, 14. Juli 1246; littera cum serico

Zunächst nutzten Päpste Litterae zu administrativen und jurisdiktionellen Zwecken, z. B. zur Erteilung eines Befehls. Daher kann man Papstbriefe als päpstliche Erlasse bzw. meist als Mandate bezeichnen. Im 12. Jahrhundert wird der Gebrauch aber auf die Verleihung dauernder Rechte ausgedehnt.
Die litterae cum serico bilden in der Regel die sogenannten litterae de gratia. Sie verleihen dem Adressaten einen Rechtstitel, entweder wird ihm ein altes Recht bestätigt oder verliehen, ihm wird ein Benefizium übertragen oder der Papst trifft eine Entscheidung zu seinen Gunsten. Sie heißen auch tituli, weil sie Rechtstitel verleihen oder indulgentiae, weil sie einen päpstlichen Gnadenerweis enthalten.
Erkennbar sind diese Briefe durch diese oder ähnliche Wendungen in der Dispositio: auctoritate presentium indulgemus oder auctoritate presentium inhibemus, auctoritate apostolica confirmamus, concedimus auctoritate presentium facultatem. Es folgt die Sanctio mit der Comminatio in einer fast gleichbleibenden Formulierung: Nulli ergo omnino hominum liceat hanc paginam nostre concessionis infringere vel ei ausu temerario contraire. Si quis autem hoc attemptare presumpserit, indignationem omnipotentis dei et beatorum Petri et Pauli apostolorum eius se noverit incursurum.
Die litterae cum filo canapis sind meist die sogenannten litterae iustitiae. Sie werden zu administrativen Zwecken verwandt. Sie erteilen dem Empfänger einen Befehl, ein Verbot oder ein Urteil. Sie heißen technisch auch mandata.  Die Disposito enthält meist folgende Wendung: per apostolica scripta mandamus oder per apostolica scripta precipiendo mandamus. Sanctio und Comminatio fehlen.

## Litterae der Kaiser und Könige
Die Litterae der Kaiser und Könige sind Schriftstücke, die sich nach Inhalt und Bestimmung in Urkunden und Briefe unterteilen lassen.

### Urkunden
Seit dem 4. Jahrhundert nutzte man für die Urkunden des römischen Kaisers die Form des Briefes, wobei seit dem 12. Jahrhundert das Aufkommen kleinformatiger Urkunden zu beobachten ist. Diese sind formloser gestaltet als die feierlichen Diplome: Auf die Invocatio wird verzichtet; die Elongata beschränkt sich in der ersten Zeile auf den Kaiser- bzw. Königsnamen, und das Eschatokoll fehlt bis auf eine kleine Datierung. Diese Urkunden setzen sich immer mehr durch, und es kommt zur Entwicklung zweier Urkundentypen, den litterae patentes und den litterae clausae.
Die litterae patentes sind seit dem 13. Jahrhundert der vorherrschende Urkundentyp, die man ebenfalls in zwei Formen unterteilen kann. Die sogenannte Charta mit Hängesiegel aus grünem Wachs und die mit einem gelben Wachssiegel besiegelten litterae patentes, die hauptsächlich in administrativen Bereichen vorkommen.
Die litterae clausae sind private und amtliche Schreiben, die verschlossen versandt wurden. Sie sind gefaltet und umgeschnürt oder mit Hilfe einer durch Löcher und Einschnitte im Pergament durchzogenen Schnur bzw. eines Pergamentstreifen verschlossen und besiegelt. Diese litterae clausae kommen jedoch auch in der päpstlichen Kanzlei vor.

### Briefe
Briefe wurden im Mittelalter sowohl für politische als auch für Schreiben privater Art verwendet. Sie lassen sich mitunter schwer von Mandaten unterscheiden, da sie am Schluss einen Befehl oder eine Bitte enthalten.
Briefe sind in ihrer Aufmachung bei weitem nicht so feierlich, wie die Diplome. Zunächst unterscheiden sich die Briefe noch nicht stark von den Privatbriefen. Sie sind kleinformatig und in einfacher Buchschrift verfasst und das Formular ist stark reduziert.